# Russell Randolph Waesche
Russell Randolph Waesche, ameriški admiral, * 6. januar 1886,  Thurmont, Maryland, † 17. oktober 1946.